# تپه گرکه قژالکا
تپه گرکه قژالکا مربوط به سدهٔ ۶ تا ۸ ه.ق است و در شهرستان ارومیه، بخش صومای برادوست، دهستان برادوست، ۲/۵ کیلومتری شمال روستای سین آباد واقع شده و این اثر در تاریخ ۱۸ شهریور ۱۳۸۷ با شمارهٔ ثبت ۲۳۳۱۶ به‌عنوان یکی از آثار ملی ایران به ثبت رسیده است.